# Verdelingsplan Flahaut

Het Verdelingsplan Flahaut in kaart gebracht

Het Verdelingsplan Flahaut was een voorstel tot splitsing van België. Dit werd ontwikkeld in 1830 tijdens de Conferentie van Londen door de toenmalige Franse diplomaat Auguste-Charles Flahaut, een (onwettige) zoon van Charles-Maurice de Talleyrand door wie het nadien werd verworpen. Het voorstel was onderdeel van intensieve onderhandelingen tussen de Europese grootmachten over de toekomst van België na de Belgische Revolutie en de toegenomen vraag naar onafhankelijkheid.

## Achtergrond
Ondanks een groeiende vraag van het volk naar onafhankelijkheid, waren de Europese machten verdeeld over de toekomst van België. Begin november 1830 stemde het Nationaal Congres van België voor een monarchie. Lodewijk van Orléans, de zoon van Lodewijk Filips I van Frankrijk, kwam naar voren als een populaire kandidaat voor de troon, maar Lodewijk verwierp de kandidatuur nadat hij daartoe was aangespoord door Talleyrand. Hij betoogde dat een dergelijke beslissing de Britten zou beledigen en het machtsevenwicht in Europa zou verstoren, ook al zou Frankrijk baat hebben bij het plaatsen van Lodewijk op de Belgische troon.

## Gevolgen
Talleyrand verwierp Flahauts plan meteen en noemde het absurd. Hij redeneerde dat het toelaten van Brits land op het Europees vasteland, na de vele oorlogen die Frankrijk voerde om dit te stoppen, onacceptabel was. Daarbovenop werd het creëren van een directe grens met Pruisen als gevaarlijk gezien. Het Belgisch Nationaal Congres stelde 28 januari vast als de uiterste datum voor de verkiezing van de nieuwe koning. De populariteit van August van Leuchtenberg, een bonapartistische kandidaat, bracht Flahaut ertoe zijn plan nieuw leven in te blazen.
Flahaut voerde aan dat in het geval van de verkiezing van Leuchtenberg of een andere kandidaat die door Frankrijk onaanvaardbaar werd geacht, verdeling het enige alternatief zou zijn. Talleyrand wees Flahaut opnieuw af door zijn eerdere argumenten te herhalen in een nieuwe brief aan Horace Sébastiani. Op 3 februari boden de Belgen de kroon aan aan Lodewijk van Orléans. Op 7 februari gaven de mogendheden een officiële verklaring af waarin ze weigerden elke verkiezing te erkennen die Leuchtenberg de troon zou verlenen. Tien dagen hierna deed Louis Philippe formeel afstand van de aanspraak van zijn dynastie op de Belgische troon. Nadat Talleyrand de uitsluiting van de twee belangrijkste kandidaten van het verkiezingsproces had veiliggesteld, bleef Talleyrand achter de schermen krachtig campagne voeren voor de verkiezing van Leopold van Saksen-Coburg. Leopold werd op 4 juni verkozen door het Belgisch Congres tot Koning Der Belgen met steun van de Conferentie.
Dit verdelingsplan vormde echter slechts een van de verschillende ideeën over het splitsen van België, dat vooral door grootmachten als niet meer dan een bufferstaat tussen Frankrijk en andere Europese naties werd beschouwd (zie Voorstellen tot indeling van België in 1830). Hedendaagse voorstellen omvatten vooral het idee om België te splitsen langs de taalgrens; in een noordelijke Nederlandstalige staat en een zuidelijke Franstalige staat.